# Tribute to: Los Indios Tabajaras - The Shadows - Duane Eddy - The Champs
Tribute to: Los Indios Tabajaras - The Shadows - Duane Eddy - The Champs è un quadruplo album di Riccardo Zara pubblicato nel 2007 dalla Duck Record. Si tratta di un omaggio ai gruppi Los Indios Tabajaras, The Shadows, The Champs e al chitarrista Duane Eddy; il tutto rivisitato con lo stile personale del maestro Riccardo Zara. I quattro CD sono disponibili, anche singolarmente, in formato digitale oltre al classico formato fisico.

## Tracce
CD1 - Los Indios Tabajaras:
1. Maria Elena
2. Amapola
3. Nylon Finger
4. El Condor Pasa
5. Guitar Bajaon
6. Over The Rainbow (L'Arcobaleno)
7. Cha Cha Song
8. Unchained Melody
9. A Summer Place
10. Temperate Fox
11. Sempre En Mi Corazon
12. Solamente Una Vez
13. Maria Vittoria
14. Somewhere My Love (Tema Di Lara)
15. Cubase'S Waltz
16. Blue Moon
17. Country Church
18. La Mer
19. Mystic Blues
20. Soleado

CD2 - The Shadows:
1. Apache
2. Kon Tiki
3. Little Squaw
4. Peace Pipe
5. Wonderful Land
6. Magic Firmament
7. Guitar Tango
8. Sleep Walk
9. Sweet Tomahawk
10. South of the Border
11. Shinding
12. Secret Dream
13. Geronimo
14. Atlantis
15. Frog'S Ballad
16. Blue Star
17. Man of Mistery
18. Wonderful Oasis
19. Dance On
20. Cosy
21. Dead Moon
22. Theme from Shane
23. The Breeze and I

CD3 - Duane Eddy :
1. Guitar Man
2. Rebel Rouser
3. Peter Gunn
4. Rolling Guitar
5. Forty Miles Of Bad Road
6. First Love First Tears
7. Tiger Love And Turnip Greens
8. Sweet Canyon's Carovan
9. Pepe
10. Johnny Guitar
11. Swanee River Rock
12. Ricky Contry Rock
13. The Window Up Above
14. Boss Guitar
15. (Ghost) Riders In The Sky
16. Black' Stock
17. The 3:10 To Yuma
18. Crazy Arms
19. Siren'S Ballad
20. Ring Of Fire
21. Richard' Song
22. The Ballad Of Davy Crockett

CD4 - The Champs:
1. Tequila
2. Limbo Rock
3. Taverna Do Diablo
4. The Rattler
5. Only The Young
6. Happy Sunday
7. Rancho Rock (Cielito Lindo)
8. 20.000 Leagues
9. Bottles Of Wine
10. Too Much Tequila
11. The Cucaracha
12. Midnight In The Farm
13. The Little Matador
14. The Man From Durango
15. Bad Jo
16. El Manisero (Peanuts Vendor)
17. Rancheros
18. El Rancho Grande
19. Everybody's Drunk
20. O' Cangachero